# Associazione Calcio Brescia 1956-1957
Questa pagina raccoglie le informazioni riguardanti l'Associazione Calcio Brescia nelle competizioni ufficiali della stagione 1956-1957.

## Stagione
Nella stagione 1956-1957 il Brescia disputò il diciassettesimo campionato di Serie B della sua storia, lo chiuse in seconda posizione dietro al Verona, disputò lo spareggio con l'altra seconda, l'Alessandria, ma perse (2-1) dopo i tempi supplementari, sfiorando così di nuovo la Serie A. Retrocedono la Pro Patria ed il Legnano.
Stagione eccellente disputata dal Brescia, sempre guidato da Osvaldo Fattori nel duplice ruolo di giocatore e allenatore. Il tecnico dà fiducia al giovane promettente Enrico Nova che lo ripaga con 10 goal in 28 partite. Miglior realizzatore delle rondinelle con 11 centri Amedeo Gasparini. È un brescia corsaro che vince sette partite in trasferta. Manca la promozione per un soffio, arriva ad un punto dietro al Verona che è promosso diretto, e nello spareggio delle seconde il 23 giugno 1957 a Milano davanti a 65.000 spettatori, perde (1-2) con l'Alessandria ai tempi supplementari. Resta comunque una stagione da incorniciare, pur con l'amarezza del mancato approdo in Serie A.

## Divise
| 1ª divisa |

## Organigramma societario
Area direttiva
- Consiglio di reggenza: Carlo Antonini, Piercarlo Beretta, Franco Gnutti, Agostino Marzoli e Alfredo Rocchi

Area tecnica
- Allenatore: Osvaldo Fattori

## Rosa
| N. |                   | Ruolo | Calciatore          |
| -- | ----------------- | ----- | ------------------- |
|    | Italia (bandiera) | P     | Luigi Balzarini     |
|    | Italia (bandiera) | P     | Nicola Bondaschi    |
|    | Italia (bandiera) | D     | Luigi Gorlani       |
|    | Italia (bandiera) | D     | Piero Provezza      |
|    | Italia (bandiera) | D     | Mario Tracconaglia  |
|    | Italia (bandiera) | D     | Cesare Zamboni      |
|    | Italia (bandiera) | C     | Ferruccio Bertolini |
|    | Italia (bandiera) | C     | Sergio Geminiani    |
|    | Italia (bandiera) | C     | Maino Neri          |
|    | Italia (bandiera) | C     | Franco Raimondi     |
|    | Italia (bandiera) | C     | Nevio Varglien      |

| N. |                   | Ruolo | Calciatore         |
| -- | ----------------- | ----- | ------------------ |
|    | Italia (bandiera) | A     | Eugenio Bersellini |
|    | Italia (bandiera) | C     | Battista Buizza    |
|    | Italia (bandiera) | A     | Dante Crippa       |
|    | Italia (bandiera) | A     | Osvaldo Fattori    |
|    | Italia (bandiera) | A     | Achille Fraschini  |
|    | Italia (bandiera) | A     | Amedeo Gasparini   |
|    | Italia (bandiera) | A     | Enrico Nova        |
|    | Italia (bandiera) | A     | Vincenzo Paolani   |
|    | Italia (bandiera) | A     | Ulderico Sacchella |
|    | Italia (bandiera) | A     | Sergio Sospetti    |
|    | Italia (bandiera) | A     | Sergio Tonini      |

## Risultati

### Serie B

#### Girone di andata
| Arbitro: | Grignani (Milano) |

|               |           |  |
| Sacchella 74’ | Marcatori |  |

| Arbitro: | Alterio (Roma) |

|                          |           |               |
| Tinazzi 14’ Castaldo 38’ | Marcatori | 61’ Gasparini |

| Arbitro: | Maghernino (San Severo) |

|               |           |              |
| Fraschini 87’ | Marcatori | 86’ Castorri |

| Arbitro: | Boati (Milano) |

|                        |           |                           |
| Benelli 35’ Danova 80’ | Marcatori | 3’ Varglien 24’ Fraschini |

| Brescia 14 ottobre 1956 5ª giornata | Brescia             | 0 – 0 | Sambenedettese | Stadium di Viale Piave\| Arbitro: \| Baldassarre (Udine) \| |
| Arbitro:                            | Baldassarre (Udine) |       |                |                                                             |

| Parma 21 ottobre 1956 6ª giornata | Parma             | 0 – 0 | Brescia | Stadio Ennio Tardini\| Arbitro: \| Bartolomei (Roma) \| |
| Arbitro:                          | Bartolomei (Roma) |       |         |                                                         |

| Arbitro: | Menchini (Udine) |

|          |           |  |
| Nova 43’ | Marcatori |  |

| Arbitro: | Boati (Milano) |

|  |           |          |
|  | Marcatori | 64’ Nova |

| Arbitro: | Fornari (Bologna) |

|                        |           |           |
| Gasparini 52’ Nova 67’ | Marcatori | 20’ Grisa |

| Arbitro: | Angelini (Firenze) |

|  |           |           |
|  | Marcatori | 32’ Perin |

| Arbitro: | Caputo (Napoli) |

|                   |           |  |
| Bortoletto II 27’ | Marcatori |  |

| Arbitro: | De Marchi (Pordenone) |

|            |           |                                                    |
| Milani 15’ | Marcatori | 25’ Fraschini 56’ Gasparini 66’ Nova 89’ Sacchella |

| Arbitro: | Famulari (Messina) |

|          |           |  |
| Nova 25’ | Marcatori |  |

| Arbitro: | Lo Bello (Siracusa) |

|  |           |                   |
|  | Marcatori | 59’ (rig.) Larini |

| Arbitro: | De Robbio (Torre Annunziata) |

|                                     |           |               |
| Mazzoni 26’ Bretti 34’, 42’ Ive 83’ | Marcatori | 88’ Gasparini |

| Arbitro: | Mori (Cremona) |

|                            |           |  |
| Fraschini 8’ Sacchella 70’ | Marcatori |  |

| Arbitro: | Famulari (Messina) |

|  |           |                                 |
|  | Marcatori | 18’ Sospetti 20’, 49’ Sacchella |

#### Girone di ritorno
| Arbitro: | Rigato (Mestre) |

|  |           |               |
|  | Marcatori | 45’ Fraschini |

| Arbitro: | Piemonte (Monfalcone) |

|         |           |  |
| Nova 2’ | Marcatori |  |

| Arbitro: | Coppa (Mariano Comense) |

|                |           |  |
| Fioravanti 59’ | Marcatori |  |

| Arbitro: | Grignani (Milano) |

|                        |           |                              |
| Nova 16’ Gasparini 47’ | Marcatori | 21’ Smersy 60’ (rig.) Danova |

| Arbitro: | Grillo (Afragola) |

|                        |           |               |
| Padoan 14’ Mecozzi 29’ | Marcatori | 50’ Gasparini |

| Arbitro: | Alterio (Roma) |

|                                    |           |  |
| Gasparini 16’ Fraschini 18’ (rig.) | Marcatori |  |

| Arbitro: | Marchese (Napoli) |

|                                      |           |  |
| Albini 24’ Cappello IV 57’, 87’, 89’ | Marcatori |  |

| Arbitro: | Grillo (Afragola) |

|                    |           |  |
| Nova 4’ Crippa 74’ | Marcatori |  |

| Arbitro: | Caputo (Napoli) |

|  |           |          |
|  | Marcatori | 63’ Nova |

| Arbitro: | Annoscia (Bari) |

|                          |           |  |
| Uzzecchini 9’ Buzzin 49’ | Marcatori |  |

| Arbitro: | Smorto (Reggio Calabria) |

|                             |           |                |
| Gasparini 72’ Fraschini 82’ | Marcatori | 14’ Ghersetich |

| Arbitro: | Baldassarre (Udine) |

|                  |           |  |
| Corti 88’ (aut.) | Marcatori |  |

| Arbitro: | Grillo (Afragola) |

|  |           |          |
|  | Marcatori | 34’ Nova |

| Arbitro: | Mayer (Vienna) |

|               |           |  |
| Galassini 87’ | Marcatori |  |

| Arbitro: | Canepa (Genova) |

|                                                |           |               |
| Fraschini 28’, 59’ Sacchella 82’ Gasparini 90’ | Marcatori | 34’ Baccalini |

| Arbitro: | Piemonte (Monfalcone) |

|            |           |                             |
| Favini 57’ | Marcatori | 44’ Gasparini 75’ Fraschini |

| Arbitro: | Gambarotta (Genova) |

|                                  |           |  |
| Fraschini 24’ Fattori 90’ (rig.) | Marcatori |  |

### Spareggio promozione
| Arbitro: | Moriconi (Roma) |

|                         |           |          |
| Tinazzi 3’ Castaldo 95’ | Marcatori | 81’ Nova |

## Statistiche

### Statistiche di squadra
| Competizione         | Punti | In casa | In casa | In casa | In casa | In casa | In casa | In trasferta | In trasferta | In trasferta | In trasferta | In trasferta | In trasferta | Totale | Totale | Totale | Totale | Totale | Totale | DR  |
| Competizione         | Punti | G       | V       | N       | P       | Gf      | Gs      | G            | V            | N            | P            | Gf           | Gs           | G      | V      | N      | P      | Gf     | Gs     | DR  |
| -------------------- | ----- | ------- | ------- | ------- | ------- | ------- | ------- | ------------ | ------------ | ------------ | ------------ | ------------ | ------------ | ------ | ------ | ------ | ------ | ------ | ------ | --- |
| Serie B              | 43    | 17      | 12      | 3       | 2       | 24      | 8       | 17           | 7            | 2            | 8            | 18           | 21           | 34     | 19     | 5      | 10     | 42     | 29     | +13 |
| Spareggio promozione |       | -       | -       | -       | -       | -       | -       | 1            | 0            | 0            | 1            | 1            | 2            | 1      | 0      | 0      | 1      | 1      | 2      | -1  |
| Totale               |       | 17      | 12      | 3       | 2       | 24      | 8       | 18           | 7            | 2            | 9            | 19           | 23           | 35     | 19     | 5      | 11     | 43     | 31     | +12 |

### Statistiche dei giocatori
| Giocatore       | Serie B | Serie B | Spareggio promozione | Spareggio promozione | Totale | Totale |
| Giocatore       | Pres    | Gol     | Pres                 | Gol                  | Pres   | Gol    |
| --------------- | ------- | ------- | -------------------- | -------------------- | ------ | ------ |
| L. Balzarini    | 26      | -25     | -                    | -                    | 26     | -25    |
| E. Bersellini   | 26      | 0       | 1                    | 0                    | 27     | 0      |
| G. Bertolini    | 3       | 0       | -                    | -                    | 3      | 0      |
| N. Bondaschi    | 8       | -6      | 1                    | -2                   | 9      | -8     |
| B. Buizza       | 8       | 0       | -                    | -                    | 8      | 0      |
| D. Crippa       | 7       | 1       | -                    | -                    | 7      | 1      |
| O. Fattori      | 19      | 1       | 1                    | 0                    | 20     | 1      |
| A. Fraschini    | 34      | 11      | 1                    | 0                    | 35     | 11     |
| A. Gasparini    | 28      | 10      | 1                    | 0                    | 29     | 10     |
| S. Geminiani    | 1       | 0       | -                    | -                    | 1      | 0      |
| L. Gorlani      | 32      | 0       | -                    | -                    | 32     | 0      |
| M. Neri         | 23      | 0       | 1                    | 0                    | 24     | 0      |
| E. Nova         | 28      | 10      | 1                    | 1                    | 29     | 11     |
| V. Paolani      | 3       | 0       | -                    | -                    | 3      | 0      |
| P. Provezza     | 34      | 0       | 1                    | 0                    | 35     | 0      |
| F. Raimondi     | 25      | 0       | 1                    | 0                    | 26     | 0      |
| U. Sacchella    | 24      | 6       | 1                    | 0                    | 25     | 6      |
| S. Sospetti     | 8       | 1       | -                    | -                    | 8      | 1      |
| M. Tracconaglia | 2       | 0       | -                    | -                    | 2      | 0      |
| S. Tonini       | 1       | 0       | -                    | -                    | 1      | 0      |
| N. Varglien     | 2       | 1       | -                    | -                    | 2      | 1      |
| C. Zamboni      | 32      | 0       | 1                    | 0                    | 33     | 0      |